# Arthur Nugent Floyer-Acland
Arthur Nugent Floyer-Acland, britanski general, * 7. september 1885, † 18. februar 1980.